# Rue du Landy (Clichy)
Pour les articles homonymes, voir Rue du Landy.
La rue du Landy, anciennement rue Royale, est une voie publique de la commune de Clichy, dans le département français des Hauts-de-Seine.

## Situation et accès
Cette rue parallèle à la Seine se prolonge au nord, à Saint-Ouen[réf. nécessaire], de la rue du même nom qui se dirige vers l'ancien site de la Foire du Lendit.

## Origine du nom

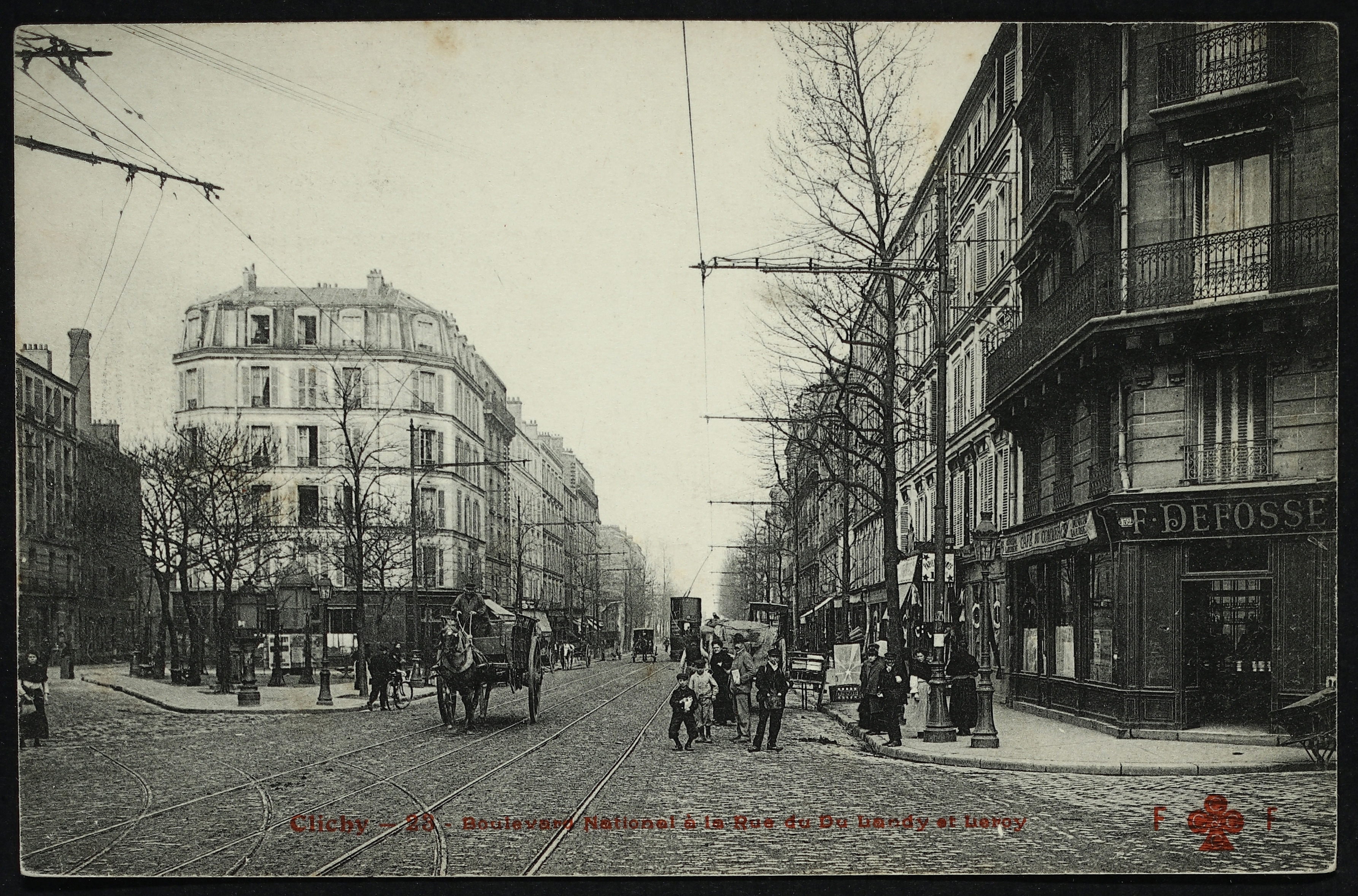
Le boulevard Jean-Jaurès (anciennement boulevard National) à la Rue du Landy et Leroy.

Le nom Endit puis par agglutination de l’article Lendit fut donné au Champ ou à la plaine situé entre le pas de La Chapelle et Saint-Denis. Selon Anne Lombard-Jourdan, les assemblées gauloises mentionnées par Jules César continuèrent à se réunir sous la domination romaine ; elles se réunissaient au Nord de Lutèce dans la plaine Saint-Denis. On prit de l’habitude l’assemblée tenue en un temps et un lieu déterminés pour y traiter les affaires religieuses, judiciaires, militaires et commerciales. Le mot Indicere et ses dérivés romans restèrent bien vivants à travers le Moyen Âge et conservèrent leur sens de convoquer ou édicter : au XVIe siècle, on trouve les expressions indire une assemblée, une guerre, une peine, un jeûne, une foire. Les lieux portant ce nom sont groupés au nord de la Loire ; pour Anne Lombard-Jourdan, certains bois du Landy ou champ du Landy correspondent en pleine campagne ou dans la forêt à de très anciens lieux d’assemblée ; ce sont de vieux rendez-vous gaulois à la fois religieux et marchands remontant parfois à des emplacements marqués dès avant la conquête romaine. Le nom serait resté attaché au site des foires qui furent également dénommées d'après ce mot.

## Historique
Du Moyen Âge au XVIIIe siècle, les terres du village de Clichy sont essentiellement consacrées à l'agriculture; Principalement viticole jusqu'au début du XVIe siècle, l'exploitation agricole évolue ensuite vers la culture des céréales et l'élevage. Sa population est majoritairement paysanne.
Pendant la Guerre civile entre Armagnacs et Bourguignons, la rue du Landy étant le seul chemin pour aller de Saint-Denis au pont de Saint-Cloud, c'étaient des allées et venues continuelles de soldats bourguignons dans le village de Clichy.
On peut trouver trace de la voie sur un plan de l'abbé Chesnay de 1525, et la voie figure également, sous le nom de rue Royale, sur une carte des environs de Clichy de 1789. La rue Royale, future rue du Landy, est alors l'unique artère principale du village de Clichy.

## Bâtiments remarquables et lieux de mémoire

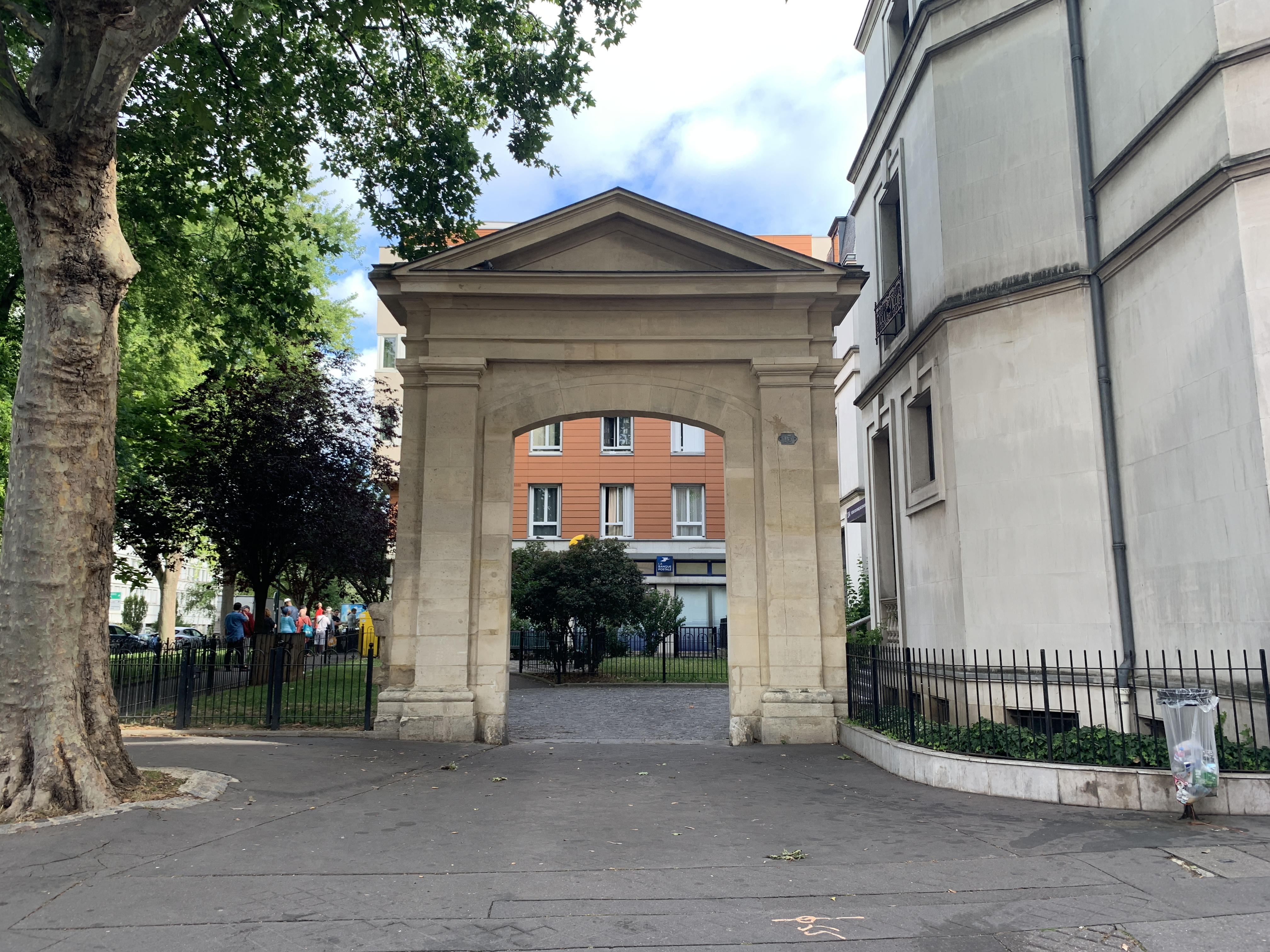
Portail de l'ancien domaine Crozat.

Plusieurs monuments historiques se trouvent dans cette rue :
- Au début de la rue, à l'intersection de celle-ci avec le boulevard Jean-Jaurès, sur la place Saint-Vincent-de-Paul, se trouve l'Église Saint-Médard, construite par saint Vincent de Paul en 1630.
- Au no 7 de la rue se trouve le pavillon Vendôme, ancien pavillon de chasse datant du XVIIe siècle et classé monument historique depuis le 27 juin 1983.
- Au no 37, site de l'ancienne usine de sparterie Guyot[5].
- À l'angle de la rue Martre, au no 13, se trouve le portail d'entrée de l'ancien domaine Crozat, créé par le financier Antoine Crozat au XVIIIe siècle[6]. Le château comportait 94 pièces, des jardins aménagés par André Le Nôtre et alimentés par un moulin sur la Seine. Ce domaine est divisé lors d'une succession en 1819 et a servi de carrière de pierres.

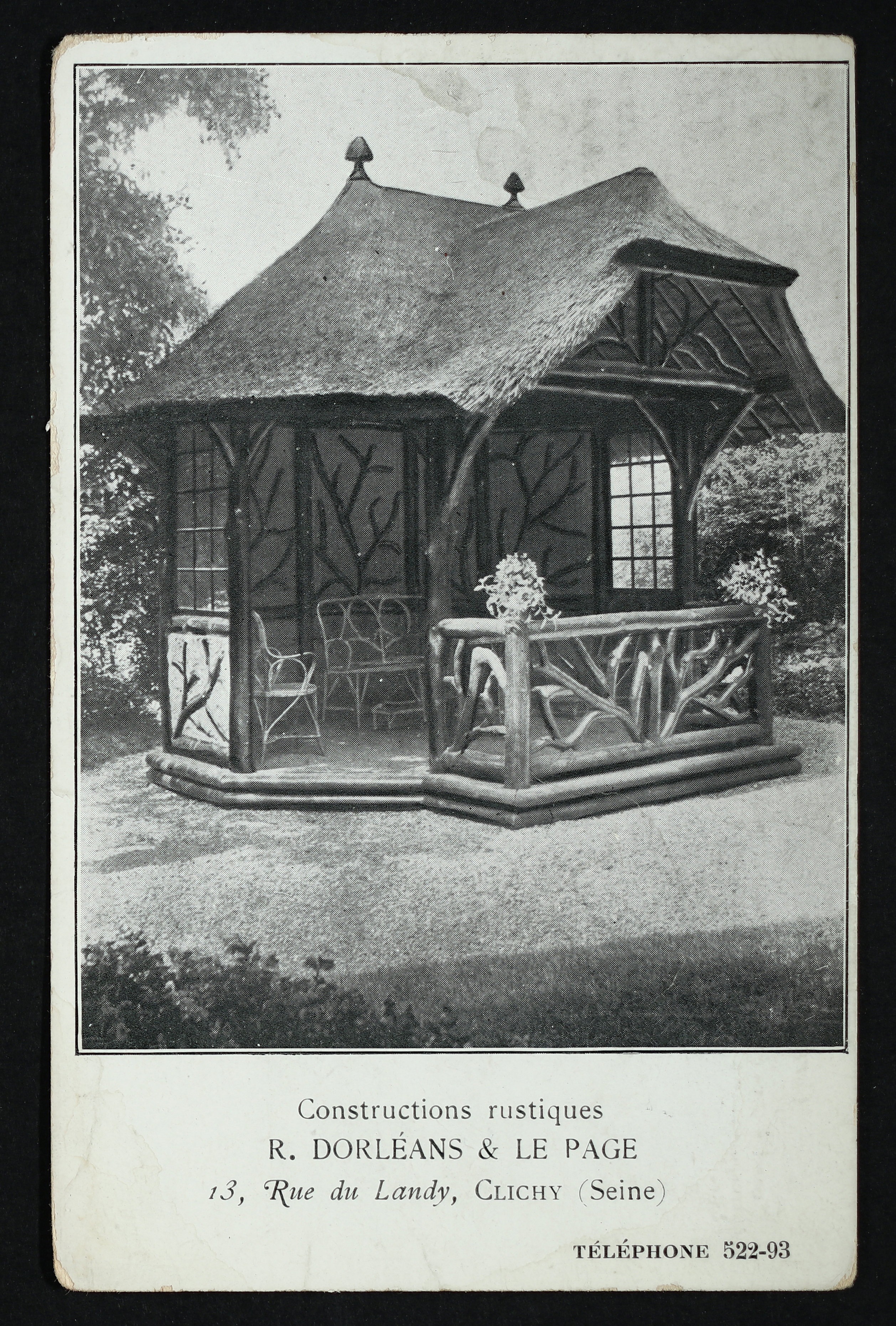
Carte postale - Clichy-la-Garenne - Constructions rustiques - R. Dorléans & Le Page, 13 Rue du Landy, Clichy (Seine)